# 乌村 (厄尔-卢瓦省)
乌村（法語：Houx，法語發音：[u] ⓘ）是法国厄尔-卢瓦省的一个市镇，属于沙特尔区。

## 地理
乌村（48°33'55"N, 1°37'9"E）面积6.24 平方千米，位于法国中央-卢瓦尔河谷大区厄尔-卢瓦省，该省份为法国北部内陆省份，北起顺时针与厄尔省、伊夫林省、埃松省、卢瓦雷省、卢瓦-谢尔省、萨尔特省和奧恩省接壤。
与乌村接壤的市镇（或旧市镇、城区）包括：耶默农维尔。
乌村的时区为UTC+01:00、UTC+02:00（夏令时）。

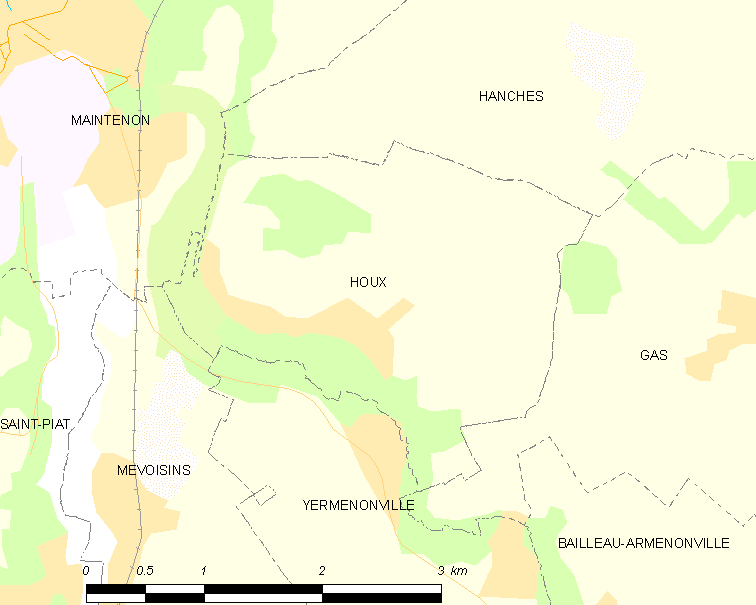
乌村的OSM定位图

## 行政
乌村的邮政编码为28130，INSEE市镇编码为28195。

## 政治
乌村所属的省级选区为埃佩尔农县。

## 人口

1962-2008年间乌村人口变化图示

乌村于2022年1月1日时的人口数量为750人。